# Cratère du Sirente
Le cratère du Sirente (italien : Cratere del Sirente) est un cratère d'impact hypothétique situé dans la région des Abruzzes, au centre de l'Italie. La dépression, située au centre du Prati del Sirente, une montagne située au nord du mont Sirente, est à 13 kilomètres du village de Secinaro. Selon la saison, le cratère du Sirente contient un lac.
Le cratère soulève un certain intérêt depuis la fin des années 1990 lorsqu'une équipe de recherche, The Sirente Crater Group, assistée de deux scientifiques de l'International Research School of Planetary Science of Pescara (IRSPS), a effectué une étude détaillée de la zone. Elle a conclu que le site a subi un impact météoritique ayant dégagé une énergie équivalente à une kilotonne de TNT.

## Hypothèses

### Météorite
À la fin des années 1990, The Sirente Crater Group a suggéré une origine météorique au cratère, poursuivant l'étude du cratère pendant plusieurs années,,,. Des spéculations basées sur certains témoignages de l'époque et reprises par les médias ont postulé qu'il pourrait s'agir de l'explosion d'un chapelet de météorites dont l'observation lointaine aurait été interprétée comme un chrisme par les augures de l'empereur Constantin la veille de la bataille du pont Milvius.

### Anthropogénique
En 2004, un groupe de géologue mené par Fabio Speranza et travaillant à l'Institut national de géophysique et de vulcanologie émet l'hypothèse que la dépression a été excavée par des humains dans le but de recueillir de l'eau,.
Quelques années plus tard, Speranza suggère que les dépressions de la zone sont d'origine karstique avec ou sans interventions humaines.
Des morceaux métalliques provenant d'obus ont été retrouvés sur les lieux du cratère, ce qui amène une autre hypothèse affirmant que le cratère pourrait avoir été créé en temps de guerre par une ou des explosions.

### Volcan de boue

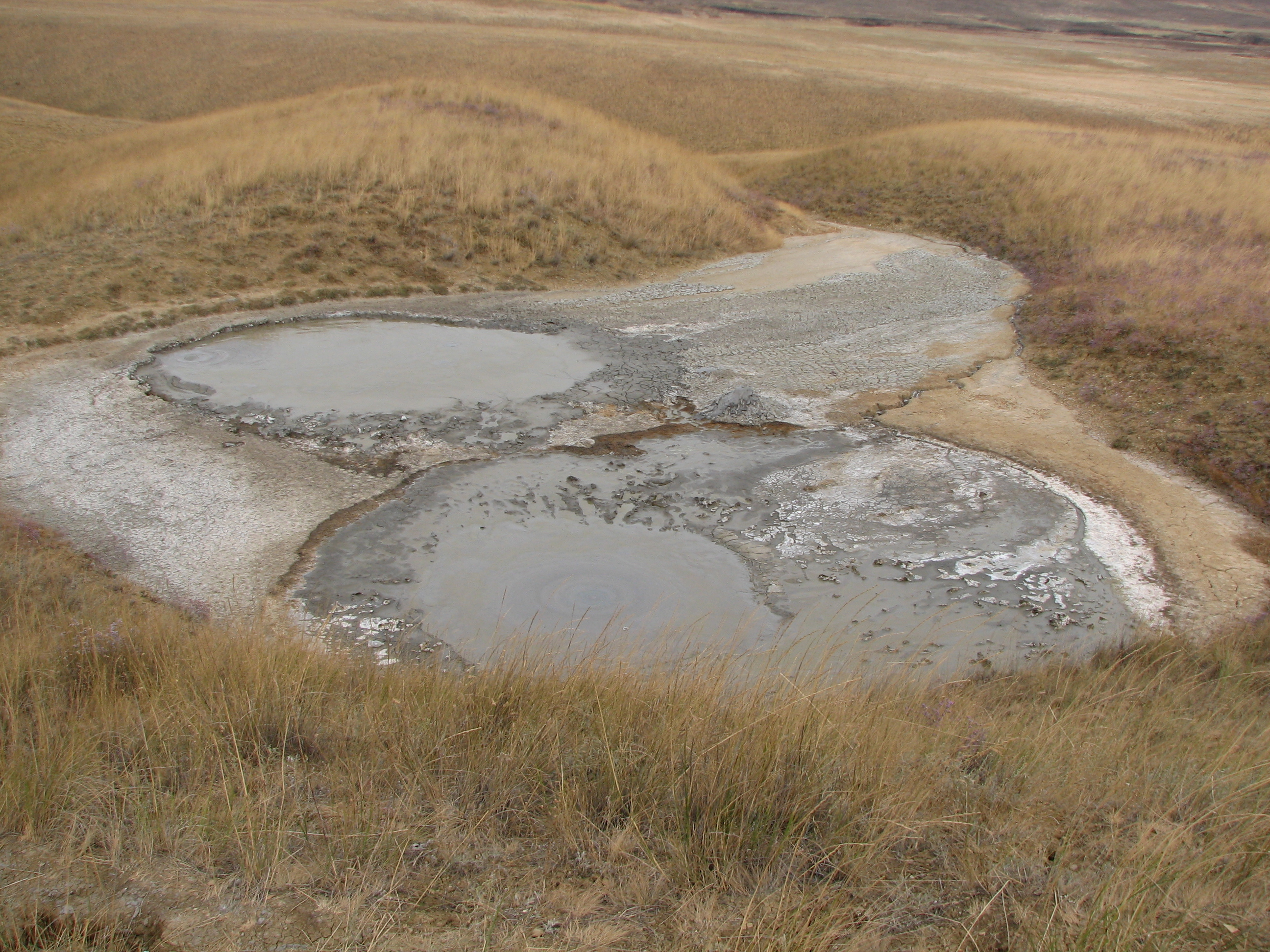
Un volcan de boue, semblable à ceux de la péninsule de Taman en Russie, aurait pu former le cratère.

En 2005, le chercheur Francesco Stoppa de l'université de Chieti a suggéré que l'origine du cratère pourrait résulter des effets d'un volcan de boue.